# Comuna Lupșa, Alba
Lupșa (în maghiară: Nagylupsa, în germană: Wolfsdorf) este o comună în județul Alba, Transilvania, România, formată din satele Bârdești, Bârzan, Curmătură, După Deal, Geamăna, Hădărău, Holobani, Lazuri, Lunca, Lupșa (reședința), Mănăstire, Mărgaia, Mușca, Pârâu-Cărbunări, Pițiga, Poșogani, Șasa, Trifești, Valea Holhorii, Valea Lupșii, Valea Șesii, Văi și Vința. În perioada 2008 - 2012, primarul comunei a fost Alexandru Măcăieț.
Șapte dintre aceste sate au dispărut sub lacul de steril de la Roșia Poieni: Bârzan, Curmătură, Holobani, Șasa, Valea Holhorii, Vința și Geamăna.

## Monumente
- Biserica de lemn "Sfântul Nicolae" din Comuna Lupșa, construcție secolul al XV-lea, este înscrisă pe lista monumentelor istorice din județul Alba, elaborată de Ministerul Culturii si Patrimoniului Național din România în anul 2015, cod LMI AB-II-m-A-00384).
- Biserica de zid "Sfântul Gheorghe" și "Nașterea Fecioarei", a vechii mănăstiri Lupșa (secolul al XV-lea) - numită de localnici Biserica din Deal[3], - este înscrisă pe lista monumentelor istorice din județul Alba, elaborată de Ministerul Culturii si Patrimoniului Național din România în anul 2015, cod LMI AB-II-m-A-00248.
- Biserica ortodoxă de zid "Sfântul Nicolae" din satul Geamăna, construcție secolul al XIX-lea.
- Biserica Pogorârea Sfântului Duh din Hădărău, construcție din secolul al XVIII-lea.
- Biserica de zid "Nașterea Maicii Domnului" din satul Valea Lupșii, construcție secolul al XVIII-lea.
- Biserica greco-catolică din satul Mușca, construcție 1767.
- Muzeul etnografic din Lupșa.

## Demografie
Componența etnică a comunei Lupșa
     Români (93,63%)
     Alte etnii (0,11%)
     Necunoscută (6,26%)
Componența confesională a comunei Lupșa
     Ortodocși (92,83%)
     Alte religii (0,4%)
     Necunoscută (6,77%)
Conform recensământului efectuat în 2021, populația comunei Lupșa se ridică la 2.732 de locuitori, în scădere față de recensământul anterior din 2011, când fuseseră înregistrați 3.052 de locuitori. Majoritatea locuitorilor sunt români (93,63%), iar pentru 6,26% nu se cunoaște apartenența etnică. Din punct de vedere confesional, majoritatea locuitorilor sunt ortodocși (92,83%), iar pentru 6,77% nu se cunoaște apartenența confesională.

## Politică și administrație
Comuna Lupșa este administrată de un primar și un consiliu local compus din 11 consilieri. Primarul, Ioan-Radu Penciu[*], de la Partidul Național Liberal, este în funcție din octombrie 2020. Începând cu alegerile locale din 2024, consiliul local are următoarea componență pe partide politice:
|  | Partid                          | Consilieri | Componența Consiliului | Componența Consiliului | Componența Consiliului | Componența Consiliului | Componența Consiliului | Componența Consiliului | Componența Consiliului |
|  | ------------------------------- | ---------- | ---------------------- | ---------------------- | ---------------------- | ---------------------- | ---------------------- | ---------------------- | ---------------------- |
|  | Partidul Național Liberal       | 7          |                        |                        |                        |                        |                        |                        |                        |
|  | Partidul Social Democrat        | 3          |                        |                        |                        |                        |                        |                        |                        |
|  | Alianța pentru Unirea Românilor | 1          |                        |                        |                        |                        |                        |                        |                        |